# Crash Test 02
Crash Test 02 ist das zweite Studioalbum des italienischen Musikduos Bloom 06. Es wurde erstmals am 23. Mai 2008 in Italien veröffentlicht und enthält zehn Titel, sieben englisch- sowie drei italienischsprachige.
Am 30. Januar 2009 kam das Album in einer Neuauflage in Deutschland, Österreich und der Schweiz heraus, wo es von Jet Set Records / edel Music vertrieben wird. Vorab erschien die Single Being Not Like You welche als zusätzlicher Song in der neuen Version des Albums enthalten ist. Es handelt sich um die englische Version von Un'altra Come Te.
Bereits im Februar 2008 wurden einzelne Previews im MySpace-Profil von Bloom 06 zum Anhören bereitgestellt.

## Produktion
Das Album entstand vom zweiten Halbjahr 2007 bis zum Frühjahr 2008 im bandeigenen Studio in Villanova d’Asti nahe Turin, insgesamt 20 verschiedene Stücke wurden von Gianfranco Randone und Maurizio Lobina geschrieben. Von 12 in der engeren Auswahl, wurden 10 Songs für die endgültige Version des Albums gewählt. Das Mastering fand am 11. März 2008 in den The Exchange-Studios in London statt und wurde von Mike Marsh, welcher auch schon für The Chemical Brothers und Daft Punk masterte, durchgeführt.

## Chartplatzierungen
Innerhalb Italiens konnte das Album keine Chartplatzierung in den offiziellen Top-100 verbuchen, in den iTunes-Downloadcharts wurde jedoch Platz 12 erreicht.

## Rezensionen
Laut SaltinAria.it vereint Crash Test 02 die Klänge des ersten Albums mit den typischen Sound des Vorprojektes Eiffel 65, wodurch es dancelastiger und somit tanzbarer als Crash Test 01 sei. Einige der Texte werden als tiefgründig und „hypnotisch“, aber auch als teilweise ironisch angesehen.
Die Band selbst sieht Crash Test 02 als „die Kehrseite der Medaille“ und meint damit den Kontrast zum vorherigen Album.

## Titelliste
1. Between The Lines (6:01)
2. Anche Solo Per Un Attimo (4:08)
3. Welcome To The Zoo (4:19)
4. Fall (4:02)
5. Here We Are (5:15)
6. Un’altra Come Te (3:50)
7. In Your Eyes (3:43)
8. Reaching For The Stars (4:15)
9. You’re Amazing (3:40)
10. Nel Buio Tra Di Noi (4:00)